# Bouffémont
Bouffémont est une commune française située dans le département du Val-d'Oise en région Île-de-France, à l'orée de la forêt de Montmorency et à environ 25 km au nord de Paris.
Ses habitants sont appelés les Bouffémontois.

## Géographie

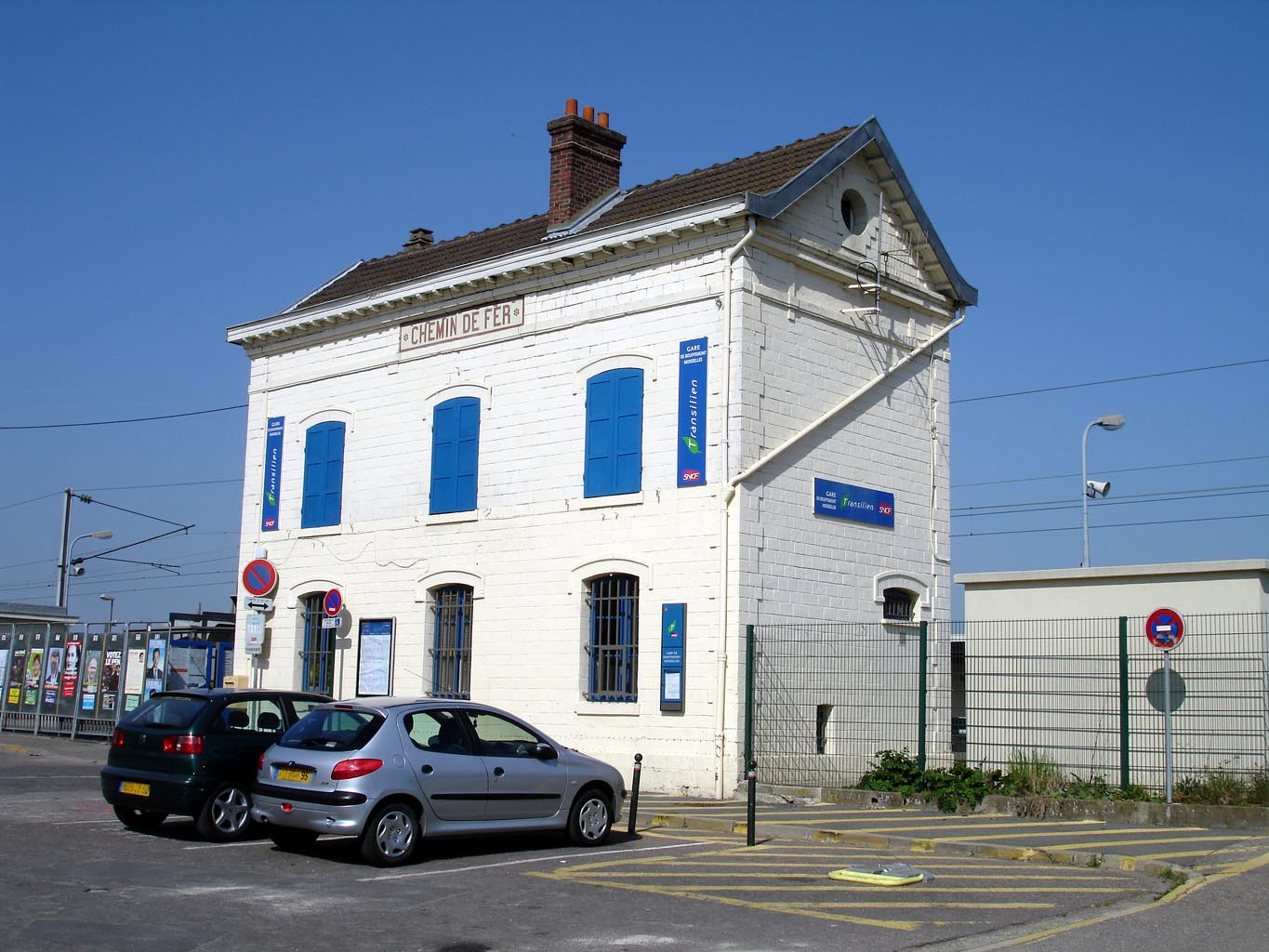
La gare de Bouffémont - Moisselles.

La commune est limitrophe de Moisselles, Baillet-en-France, Chauvry, Domont, Saint-Prix et Montlignon.
| Chauvry    | Baillet-en-France |            |
|            | Bouffémont        | Moisselles |
| Saint-Prix |                   | Domont     |

Bouffémont est divisée en trois quartiers principaux :
- le Village est le quartier ancien de la ville ;
- les Hauts-Champs est le quartier qui s'est développé près de la gare et qui regroupe la plupart des logements ;
- le Trait-d'Union est le quartier situé entre les Hauts-champs et le Village.

Bouffémont est desservie par la gare de Bouffémont - Moisselles, sur la ligne H du Transilien, branches Paris-Nord — Persan-Beaumont / Luzarches. La gare est desservie à raison d'un train omnibus toutes les demi-heures en heures creuses et tous les quarts d'heure en heures de pointe, les trains étant en revanche directs de Paris à Sarcelles - Saint-Brice. Il faut de 23 à 28 minutes de trajet à partir de la gare du Nord.

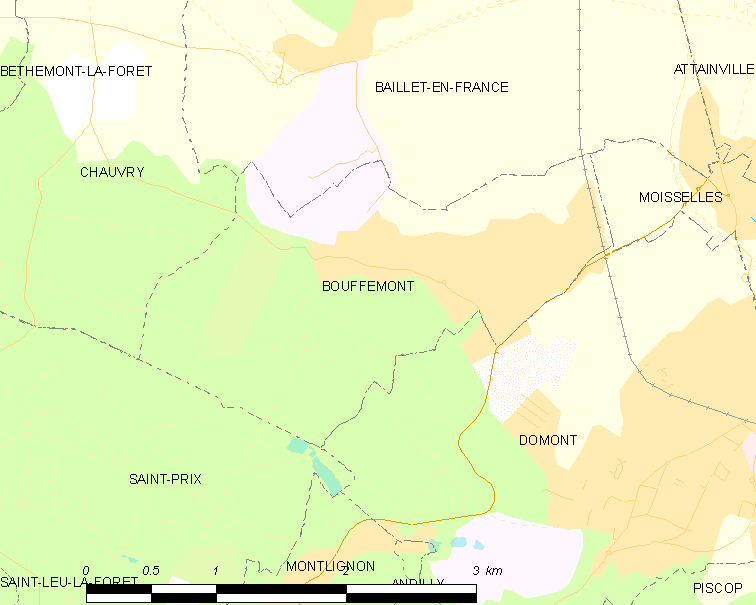
Carte de la commune.
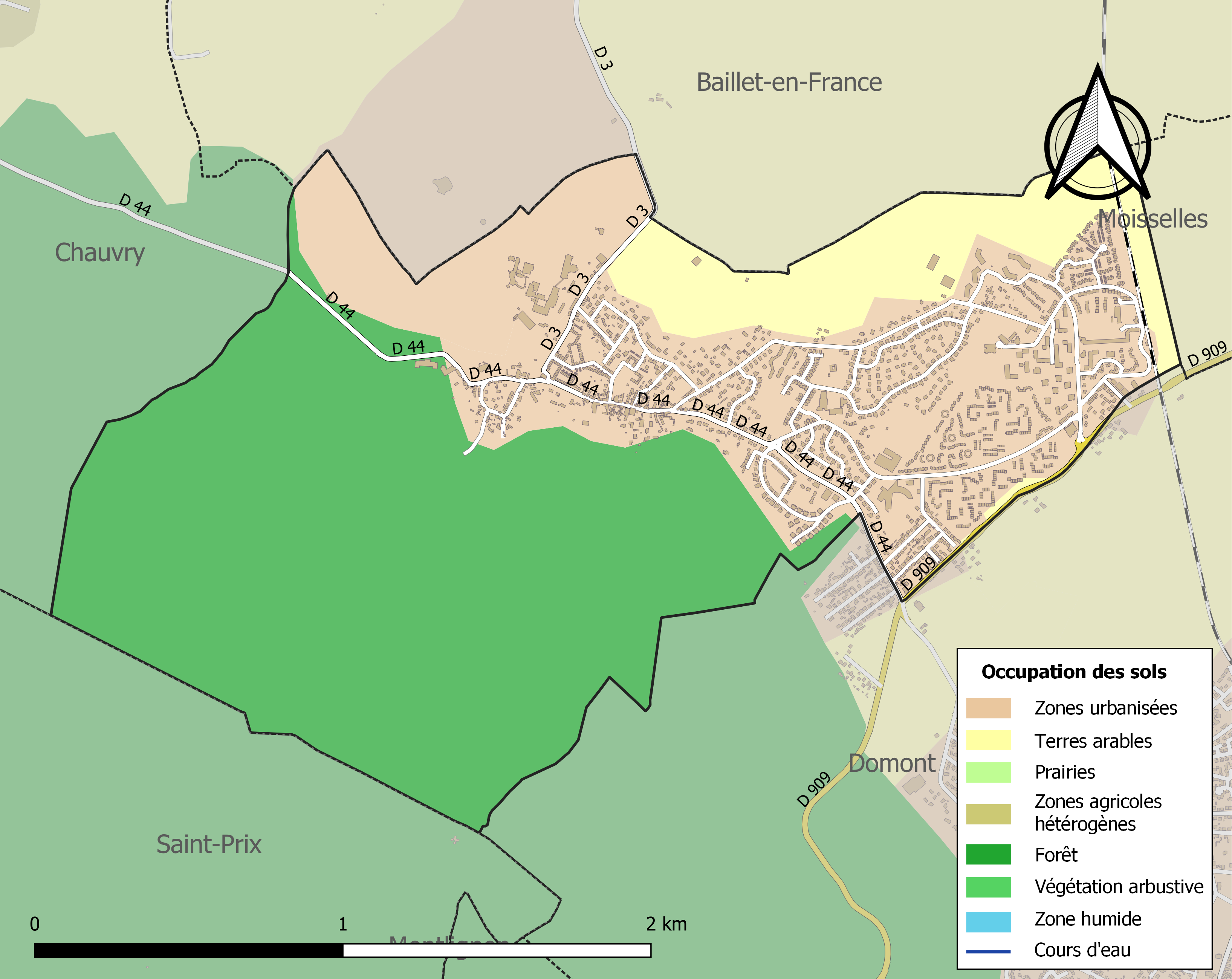
Occupation des sols.

### Climat
Pour des articles plus généraux, voir Climat de l'Île-de-France et Climat du Val-d'Oise.
En 2010, le climat de la commune est de type climat océanique dégradé des plaines du Centre et du Nord, selon une étude du CNRS s'appuyant sur une série de données couvrant la période 1971-2000. En 2020, Météo-France publie une typologie des climats de la France métropolitaine dans laquelle la commune est dans une zone de transition entre le climat océanique et le climat océanique altéré et est dans la région climatique Sud-ouest du bassin Parisien, caractérisée par une faible pluviométrie, notamment au printemps (120 à 150 mm) et un hiver froid (3,5 °C).
Pour la période 1971-2000, la température annuelle moyenne est de 11,1 °C, avec une amplitude thermique annuelle de 15,2 °C. Le cumul annuel moyen de précipitations est de 686 mm, avec 11 jours de précipitations en janvier et 8,2 jours en juillet. Pour la période 1991-2020, la température moyenne annuelle observée sur la station météorologique la plus proche, située sur la commune de Bonneuil-en-France à 13 km à vol d'oiseau, est de 12,1 °C et le cumul annuel moyen de précipitations est de 616,3 mm,. Pour l'avenir, les paramètres climatiques de la commune estimés pour 2050 selon différents scénarios d'émission de gaz à effet de serre sont consultables sur un site dédié publié par Météo-France en novembre 2022.

## Urbanisme

### Typologie
Au 1er janvier 2024, Bouffémont est catégorisée grand centre urbain, selon la nouvelle grille communale de densité à sept niveaux définie par l'Insee en 2022.
Elle appartient à l'unité urbaine de Paris, une agglomération inter-départementale regroupant 407  communes, dont elle est une commune de la banlieue,,. Par ailleurs la commune fait partie de l'aire d'attraction de Paris, dont elle est une commune du pôle principal,. Cette aire regroupe 1 929 communes,.

## Toponymie
Beffus mons, Buffonis mons, Bofesmont.
Le nom de Bouffémont est attesté au XIIe siècle. Il provient de l'anthroponyme germanique Boffo, ou peut-être de la famille des Boffe qui vivaient ici sous le règne de Louis VII, et du latin mons[réf. nécessaire].

## Histoire

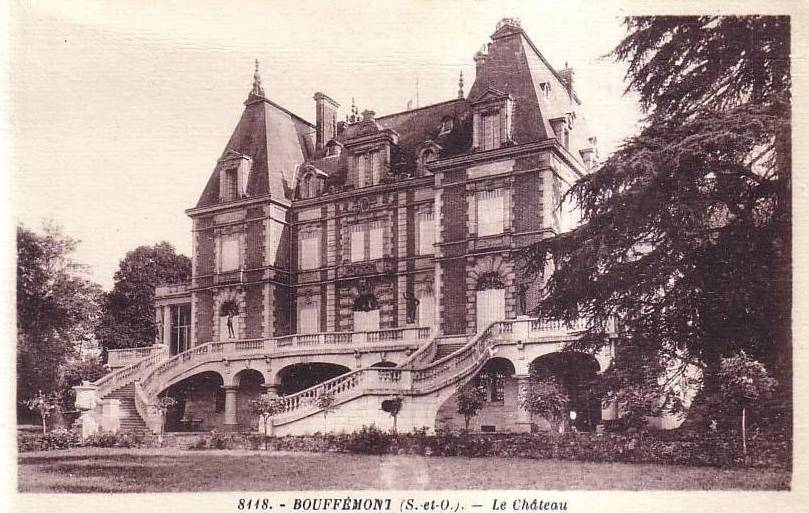
Le château de Bouffemont.

Le village appartient au prieuré de Bois Saint-Pierre, dépendant de l'abbaye Saint-Victor de Paris.
Le château de la Chasse, situé près de Bouffémont, appartint aux barons de Montmorency.
Le château de Bouffémont, ancienne propriété de la marquise de Preignes puis du baron Édouard Louis Joseph Empain bâtisseur du métro parisien.
Aux XVIIIe et XIXe siècles, les habitants vivent essentiellement du ramassage des châtaignes et du travail du bois.
Le village a connu un accroissement important de sa population après 1968, un organisme HLM ayant construit un nouveau quartier entre le vieux village et la gare.

## Politique et administration

### Rattachements administratifs et électoraux
Antérieurement à la loi du 10 juillet 1964, la commune faisait partie du département de Seine-et-Oise. La réorganisation de la région parisienne en 1964 fit que la commune appartient désormais au département du Val-d'Oise et à son arrondissement de Sarcelles, après un transfert administratif effectif au 1er janvier 1968.
Pour l'élection des députés, la ville fait partie depuis 1986 de la septième circonscription du Val-d'Oise.
Elle faisait partie de 1793 à 1964 du canton d'Écouen, année où elle intègre le canton de Sarcelles-Centre du département de Seine-et-Oise. Lors de la mise en place du Val-d'Oise, elle est rattachée en 1967 au canton de Domont. Dans le cadre du redécoupage cantonal de 2014 en France, ce canton, dont la commune est toujours membre, est modifié, passant de 4 à 11 communes.
Bouffémont fait partie de la juridiction d’instance de Gonesse (depuis la suppression du tribunal d'instance d'Écouen en février 2008), et de grande instance ainsi que de commerce de Pontoise,.

### Intercommunalité
La ville faisait partie de la communauté de communes de l'Ouest de la Plaine de France, créée en 2002.
Dans le cadre de la mise en œuvre de la loi MAPAM du 27 janvier 2014, qui prévoit la généralisation de l'intercommunalité à l'ensemble des communes et la création d'intercommunalités de taille importante, celle-ci a fusionné avec la communauté d'agglomération de la vallée de Montmorency, auxquelles s'ajoutent également les communes de Montlignon et Saint-Prix.
C'est ainsi qu'a été créée le 1er janvier 2016 la communauté d'agglomération Plaine Vallée dont Bouffémont fait désormais partie.

### Tendances politiques et résultats
Lors du premier tour des élections municipales de 2014 dans le Val-d'Oise, la liste DVG menée par le maire sortant Claude Robert obtient la majorité absolue des suffrages exprimés, avec 1 311 voix (51,37 %, 22 conseillers municipaux élus dont 3 communautaires), devançant de 70 voix celle DVD menée par Guillaume Besnier 	(1 241 voix, 48,62 %, 7 conseillers municipaux élus dont 1 communautaire). 
Lors de ce scrutin, 34,77 % des électeurs se sont abstenus.
Au second tour des élections municipales de 2020 dans le Val-d'Oise, la liste DVG menée par Michel Lacoux obtient la majorité des suffrages exprimés, avec 514 voix (32,63 %, 20 conseillers municipaux élus, dont 2 communautaires), devançant de 39 voix celle DVG menée par Hervé Boussange (475 voix, 30,15 %, 4 conseillers municipaux élus).
Deux autres listes suivent : celle ECO de Nathalie Guadagin (25,07 %, 4 conseillers municipaux élus) et celle DVD de Bachir Arouna (12,12 %, 1 conseiller municipal élu).
Lors de ce scrutin marqué par la pandémie de Covid-19 en France, 61,46 % des électeurs se sont abstenus.

### Liste des maires
| Période      | Période                    | Identité          | Étiquette    | Qualité |
| ------------ | -------------------------- | ----------------- | ------------ | --- |
| mars 1977    | mars 2001                  | Michel Coffineau  | PS           | Technicien des PTT Député de la 5e circonscription du Val-d'Oise (1981 → 1986) Député du Val-d'Oise (1986 → 1988) Député de la 9e circonscription du Val-d'Oise (1988 → 1993) |
| mars 2001    | mars 2008                  | Guillaume Besnier | DVD puis DLR | Attaché commercial |
| mars 2008    | juillet 2020               | Claude Robert     | PS           | Chef d'entreprise Vice-président de la CA Plaine Vallée (2016 → 2020) |
| juillet 2020 | En cours (au 25 mars 2021) | Michel Lacoux     | MRC          | Retraité de l'Éducation nationale Vice-président de la CA Plaine Vallée (2020 → )                                                                                             |

## Démographie
L'évolution du nombre d'habitants est connue à travers les recensements de la population effectués dans la commune depuis 1793. Pour les communes de moins de 10 000 habitants, une enquête de recensement portant sur toute la population est réalisée tous les cinq ans, les populations de référence des années intermédiaires étant quant à elles estimées par interpolation ou extrapolation. Pour la commune, le premier recensement exhaustif entrant dans le cadre du nouveau dispositif a été réalisé en 2004.

En 2022, la commune comptait 6 565 habitants, en évolution de +5,82 % par rapport à 2016 (Val-d'Oise : +4 %, France hors Mayotte : +2,11 %).
| 1793 | 1800 | 1806 | 1821 | 1831 | 1836 | 1841 | 1846 | 1851 |
| ---- | ---- | ---- | ---- | ---- | ---- | ---- | ---- | ---- |
| 276  | 288  | 295  | 351  | 362  | 351  | 336  | 301  | 301  |

| 1856 | 1861 | 1866 | 1872 | 1876 | 1881 | 1886 | 1891 | 1896 |
| ---- | ---- | ---- | ---- | ---- | ---- | ---- | ---- | ---- |
| 326  | 340  | 334  | 347  | 324  | 321  | 314  | 290  | 322  |

| 1901 | 1906 | 1911 | 1921 | 1926 | 1931 | 1936 | 1946 | 1954 |
| ---- | ---- | ---- | ---- | ---- | ---- | ---- | ---- | ---- |
| 316  | 335  | 370  | 358  | 442  | 632  | 626  | 566  | 766  |

| 1962 | 1968 | 1975  | 1982  | 1990  | 1999  | 2004  | 2006  | 2009  |
| ---- | ---- | ----- | ----- | ----- | ----- | ----- | ----- | ----- |
| 635  | 775  | 3 154 | 4 841 | 5 700 | 5 701 | 5 652 | 5 607 | 5 898 |

| 2014  | 2019  | 2022  | - | - | - | - | - | - |
| ----- | ----- | ----- | - | - | - | - | - | - |
| 6 177 | 6 578 | 6 565 | - | - | - | - | - | - |

## Jumelages
Maenza (Italie)

## Économie
Bouffémont est, comme beaucoup de communes du Val-d'Oise, une commune résidentielle, dont les habitants vont travailler chaque jour dans d'autres villes de la région. En même temps, la ville abrite un important établissement de santé dépendant de la Fondation Santé des Étudiants de France qui constitue, de très loin, le principal employeur de la localité[réf. souhaitée].
Bouffémont participe à partir de 2022 à l'expérimentation « Territoires zéro chômeur de longue durée ».

## Culture locale et patrimoine

### Lieux et monuments
Bouffémont ne compte aucun monument historique classé ou inscrit sur son territoire.
- L'église Saint-Georges, au carrefour rue de la République / rue Pasteur : une courte nef de trois travées avec deux bas-côtés du XVIe siècle est adjointe à un ensemble plus ancien du début du XIIe siècle, se composant d'un clocher en bâtière et d'une grande travée à l'angle de ce dernier et de la nef, servant de chœur. Cette configuration inhabituelle fait paraître l'édifice inachevé. Les deux ensembles provenant d'époques différentes se distinguent par une hauteur des murs, des contreforts et une pente des toitures différents, mais les façades ont été uniformément couvertes d'enduit, et toutes les baies sont plein cintre. Le portail principal, au centre du bas-côté sud, se situe sous un avant-corps légèrement saillant et orné d'un petit fronton. Quelques moulures très simples, essentiellement sous la forme de bandeaux plats, agrémentent les façades[33],[34].
- Le lavoir couvert, rue de la République : datant du XVIIIe siècle, il est attenant à une maison lui servant de clôture d'un côté, et un autre le mur le ferme à l'arrière. Les deux autres côtés du petit édifice en charpente sont ouverts ; la fontaine alimentant en eau le lavoir se situe à leur angle[33].
- L'ancien collège privé, rue Pasteur : ce grand bâtiment d'allure représentative, avec une volumétrie s'inspirant des châteaux classiques, a été édifié en 1930 selon les plans de l'architecte Maurice Boutterin, prix de Rome en 1910, sur la demande du futur maire, le docteur Pichon. Ce « palais scolaire » de réputation internationale s'adresse aux jeunes filles de la bonne société (l'actrice Adina Mandlová y séjourna), mais ne fait qu'une courte carrière en tant qu'établissement d'enseignement secondaire. En effet, à l'occupation allemande sous la Seconde Guerre mondiale, suit à partir de 1950 une utilisation comme sanatorium : les élèves américaines ne sont plus assez nombreuses pour assurer l'équilibre financier du collège. L'édifice est surélevé d'un étage, mais conserve sa silhouette particulière due au toit en terrasse. Le hall d'entrée, l'escalier central et la bibliothèque ont également gardé leur architecture d'origine et leur ornementation Art déco. Dans l'ancien parc de 30 ha, l'on peut toujours voir deux sphinx sculptés créés par Boutterin. Le sanatorium est nommé ultérieurement centre médical Jacques-Arnaud[33].
- La villa « Le Manoir », à côté de l'ancien collège : l'architecte de cette grande demeure en briques rouges et meulière avec de multiples pignons, une tour octogonale et des volumes dissymétriques est Frantz Jourdain, connu également comme critique d'art et homme de lettres[33].
- Le château Empain : bien que ne datant que de 1860, l'illusion du style Louis XIII est presque parfaite. Le corps principal de logis d'un étage est flanqué de deux pavillons qui lui sont perpendiculaires, les trois éléments disposant chacun d'une toiture indépendante avec de hauts combles à la française. Les cinq lucarnes de la façade sur le jardin sont de trois formes différents et s'inspirent encore de la Renaissance. Les matières sont la pierre de taille pour l'ornementation sculptée et les chaînages, et la brique rouge pour les trumeaux. Le château est construit sur un haut soubassement, précédé par des arcades voûtées en berceau. L'on accède au perron couvrant les arcades par un escalier à double révolution. Des vérandas closes flanquent les pavillons latéraux. La porte principale est cantonnée de trois Cariatides de chaque côté, représentant des couples avec leurs enfants. Au début du XXe siècle, le baron Édouard Louis Joseph Empain possède les deux tiers de Bouffémont et emploie dans son château un nombre important d'habitants[33].
- Les communs du château des Brouillards : il s'agit d'une grande maison en meulière, avec deux pavillons d'extrémité possédant des pignons sur trois côtés, un toit pointu et des fenêtres pour la plupart sous la forme de demi-lunes. Le château proprement dit a été démoli. Son parc abandonné jouxte la forêt de Montmorency[33].

### Personnalités liées à la commune
- Frantz Jourdain (1847-1935), architecte, critique d'art et homme de lettres français, a construit la villa « Longpré » pour la famille d'Ambroise Giraudeau.
- Le baron Édouard Louis Joseph Empain (1852-1929), ingénieur, entrepreneur, financier et riche industriel belge, constructeur du métro de Paris. Il possédait les deux tiers des terres de Bouffémont et s'y fit construire le château auquel son nom reste attaché[33].
- Le baron Edouard-Jean Empain dit Wado (1937-2018), petit-fils du précédent, rendu célèbre notamment par son enlèvement crapuleux en 1978, président-directeur-général du groupe Empain-Schneider de 1971 à 1981, a habité au château et est enterré au cimetière communal[35].
- En 1936, le chanteur O'dett a enregistré une chanson intitulée Bouffémont Tsoin Tsoin, jouant sur le nom de la ville.
- Vincent Pajot (1990-), footballeur[pourquoi ?].
- Bud Powell, pianiste de Jazz américain, fut pensionnaire du sanatorium entre 1963 et 1966, ce qu'évoque sa composition Blues for Bouffémont.
- Pierre Péan (1938-2019), journaliste-écrivain, auteur entre autres de : Affaires africaines, Une jeunesse française : François Mitterrand, 1934-1947, Vies et morts de Jean Moulin, La Face cachée du Monde : du contre-pouvoir aux abus de pouvoir, Chirac, l'Inconnu de l'Élysée, Jean Moulin, l’ultime mystère, avec Laurent Ducastel, habitait Bouffémont[36] et il est inhumé dans le cimetière communal[37]. Il a conduit en mars 1989 une liste politique alternative composée de militants écologistes ou encore d'extrême gauche contre le maire socialiste de Bouffémont.

### Héraldique
| [[Image:\|Blason à dessiner\|100px]] | Blason  | D’azur à la silhouette du vieux village cousue de sable, clocher à dextre et beffroi à senestre, sommé d’un arc en ciel au naturel en barre ployé, encadrée d’une foret cousue de sinople, mouvant de la pointe et des flancs, chargée d’un visage féminin d’argent. |
| [[Image:\|Blason à dessiner\|100px]] | Détails | Adopté à l'unanimité par le conseil municipal en mai 1983 |